# Cal Crutchlow
Cal Crutchlow (Coventry, 29 de outubro de 1985) é um motociclista britânico, que competiu em MotoGP. Atualmente Crutchlow reside na Ilha de Man e tem uma filha.

## Carreira
Cal Crutchlow começou a pilotar em 2007. Sua primeira vitória foi no GP de Brno, em agosto de 2016.

## Estatísticas na MotoGP

### Por temporada
| Temporada | Classe | Moto          | Time                  | Número | Corrida | Vitória | Podium | Pole | Volta Rápida | Pontos | Posição |
| --------- | ------ | ------------- | --------------------- | ------ | ------- | ------- | ------ | ---- | ------------ | ------ | ------- |
| 2011      | MotoGP | Yamaha YZR-M1 | Monster Yamaha Tech 3 | 35     | 16      | 0       | 0      | 0    | 0            | 70     | 12º     |
| 2012      | MotoGP | Yamaha YZR-M1 | Monster Yamaha Tech 3 | 35     | 18      | 0       | 2      | 0    | 1            | 151    | 7º      |
| 2013      | MotoGP | Yamaha YZR-M1 | Monster Yamaha Tech 3 | 35     | 18      | 0       | 4      | 2    | 0            | 188    | 5º      |
| 2014      | MotoGP | Ducati GP14   | Ducati Team           | 35     | 17      | 0       | 1      | 0    | 0            | 74     | 13º     |
| 2015      | MotoGP | Honda RC213V  | CWM LCR Honda         | 35     | 18      | 0       | 1      | 0    | 0            | 125    | 8º      |
| 2016      | MotoGP | Honda RC213V  | LCR Honda             | 35     | 8       | 2       | 4      | 1    | 0            | 141    | 7º      |
| Total     |        |               |                       |        | 95      | 0       | 12     | 3    | 1            | 628    |         |